# 努拉河
50°20′34″N 69°08′21″E / 50.34278°N 69.13917°E

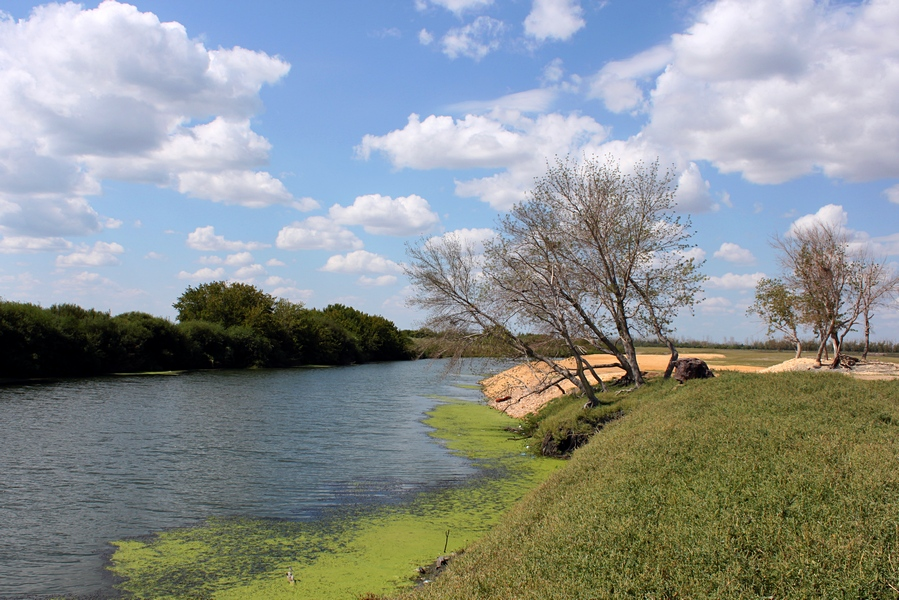

努拉河是哈薩克斯坦的河流，位於該國中部，流經卡拉干達州和阿克莫拉州，河道全長978公里，流域面積60,800平方公里，最終注入田吉茲湖。

## 外部連結
- http://cat.inist.fr/?aModele=afficheN&cpsidt=1506114 （页面存档备份，存于）